# Rybaki (Wyszogród)
Rybaki – część miasta Wyszogrodu w Polsce, w województwie mazowieckim w powiecie płockim. Położone są na przy samej Wiśle, na południu miasta, w okolicy ul. Niepodległości. 

## Historia
Dawna wieś Rybaki należała w latach 1867–1933 do gminy Rębowo w powiecie płockim. W Królestwie Polskim przynależała do guberni warszawskiej, a w okresie międzywojennym do woj. warszawskiego. Tam, 20 października 1933 utworzyła gromadę Rybaki w granicach gminy Rębowo, składającą się z miejscowości Rybaki, Wójtostwo Wyszogród i Kępa Wyszogród.
1 stycznia 1934 Rybaki włączono do Wyszogrodu.